# 鹤壁市
鹤壁市是中华人民共和国河南省下辖的地级市，位于河南省北部。市境东、西、北三面皆被安阳市包围，南面与新乡市邻接。地处太行山脈东南之丘陵与平原区间，地势西高东低。卫河及其支流淇河为境内主要河流。全市总面积2,140平方公里，常住总人口約158万人，鹤壁是河南省重要的煤炭城市，因煤而兴。市人民政府驻淇滨区九州路。

## 历史

### 名称典故
“鹤壁”一名最早见于《金史》，相传古时有双鹤栖于南山之峭壁，逐名其山为“鹤山”，其村为“鹤壁”。亦有一说为其名源于道士在饭店影壁上所画白鹤可起舞的神话传说。

### 建制沿革
商代最后一位君主帝辛（被后人贬称商纣王）定都于沫邑，后改为朝歌，即今淇县。商末，帝辛与周武王决战于此。武王灭商后，封帝辛之子武庚为诸侯，统治朝歌一带，并派管叔、蔡叔、霍叔监视其举动，称“三监”。周武王封康叔为卫侯，春秋初为卫国属地，朝歌曾为卫国都城，后被晋所占。《左传》记曰：鲁襄公二十三年（前550年）齐“伐晋，取朝歌”。齐景公三十八年（前510年）设中牟邑，即今鹤壁市山城区。三家分晋后为赵国地。赵献子元年（前423年），赵国将都城迁至中牟邑。后被魏所占。
汉代至三国分属河内郡荡阴县（今鹤壁市区）、朝歌县（今淇县）及魏郡黎阳县（今浚县）。东汉建安十七年（212年）荡阴县、朝歌县改属魏郡。西晋泰始元年（265年）朝歌县属汲郡。东晋永和七年（351年）于黎阳县置黎阳郡。太元十四年（389年）废黎阳郡复黎阳县入汲郡。
北魏天兴四年（401年）析冀州置相州，治邺县（今河北省临漳县邺镇）。永安元年（528年）分黎阳县置东黎县。东魏天平元年（534年）改相州为司州，废荡阴县入邺县，于黎阳县置黎州。天平二年（535年）置魏德县。北齐年间废魏德县、东黎县。北周建德六年（577年）司州复为相州。宣政元年（578年）分汲郡置卫州，治枋头城（今浚县西南）。大象二年（580年）相州移治安阳城（今安阳市）。
隋开皇六年（586年）复置荡阴县。开皇十六年（596年）改荡阴县为荡源县，属黎州。大業二年（606年）改朝歌县为卫县，改卫州为汲郡，废黎州。唐武德元年（618年）复置卫州，卫县属之，次年于黎阳县复置黎州。武德六年（623年）改荡源县为汤阴县。貞觀元年（627年）卫州移治汲县（今卫辉市）。北宋熙宁六年（1073年）废卫县，元祐初复置。政和五年（1115年）改黎州为濬州，仍治黎阳县。宣和初汤阴县改属濬州，后复属相州。金明昌三年（1192年）升相州为彰德府。
元宪宗五年（1255年）于卫县西鹿台乡置淇州，属卫辉路，卫县废为集，并置临淇县；濬州属大名路；汤阴县属彰德路。至元三年（1266年）废临淇县入淇州。明洪武元年（1368年）改淇州为淇县，属卫辉府；改濬州为濬县，属大名府；汤阴县属彰德府。清代因之。民国二年（1913年）废府存县，淇县、濬县、汤阴县均属河南省河北道。1928年废道制。1932年，三县属河南省第三行政督察区。
中华人民共和国建立后，濬县、淇县、汤阴三县属平原省安阳专区。1953年平原省撤销，安阳专区改属河南省。1954年，淇县并入汤阴县。1956年9月建鹤壁矿区。1957年3月，析汤阴县7个乡及3个村之地置鹤壁市，为省辖市，委托安阳专区领导，后改为省直接领导。1958年12月，安阳专区撤销，鹤壁市归新乡专区领导。1960年10月，安阳专区的汤阴县划归鹤壁市。1961年11月，汤阴县又复归安阳专区；同年设山城、鹤山两个市辖区。1961年12月恢复安阳专区，鹤壁市又改属之。1962年恢复淇县建制。1966年设立郊区。1986年1月，将安阳市的浚县、淇县划归鹤壁市管辖。2001年12月，郊区更名为淇滨区。

### 市区搬迁
市区经历了三次搬迁。1957年，市区选在鹤壁集，随着二矿、三矿的建设，1957年12月市区南移到中山；后又随着五矿、六矿的建设，1959年，市区又从中山迁到现在的老区大湖。随着矿区的发展，市区的周围基本上都是塌陷区，城市的发展受到制约。1992年，鹤壁在东南浚县淇县交界处建立淇滨经济开发区，随着规模的扩大，1999年5月市政治中心迁到淇滨区，目前新区已成为鹤壁市新的政治、经济、文化中心。

## 地理
鹤壁位于河南北部，太行山东麓，与华北平原接连。

## 政治

### 现任领导
| 机构     | · 中国共产党 · 鹤壁市委员会 | 鹤壁市人民代表大会 常务委员会 | 鹤壁市人民政府     | · 中国人民政治协商会议 · 鹤壁市委员会 |
| 职务     | 书记                        | 主任                          | 市长               | 主席                                  |
| -------- | --------------------------- | ----------------------------- | ------------------ | ------------------------------------- |
| 姓名     | 赵宏宇                      | 史全新                        | 李可               | 冯芳喜                                |
| 民族     | 汉族                        | 汉族                          | 汉族               | 汉族                                  |
| 籍贯     | 河北省昌黎县                | 河南省武陟县                  | 河南省柘城县       | 河南省林州市                          |
| 出生日期 | 1970年2月（55歲）           | 1966年8月（58歲）             | 1980年11月（44歲） | 1965年4月（60歲）                     |
| 就任日期 | 2024年1月                   | 2018年10月                    | 2024年1月          | 2023年1月                             |

### 行政区划
鹤壁市下辖3个市辖区、2个县。
- 市辖区：鹤山区、山城区、淇滨区
- 县：浚县、淇县

## 人口
2022年末，全市常住人口157.24万人，其中城镇常住人口97.95万人，乡村常住人口59.29万人；常住人口城镇化率为62.29%，比上年末提高0.58个百分点。全年出生人口1.2万人，人口出生率为7.56‰；死亡人口1.1万人，人口死亡率为7.11‰；自然增加人口0.1万人，自然增长率为0.45‰。
根据2020年第七次全国人口普查，全市常住人口为1,565,973人。同第六次全国人口普查的1,569,208人相比，十年共减少了3,235人，下降0.21%，年平均增长率为-0.02%。其中，男性人口为792,316人，占总人口的50.6%；女性人口为773,657人，占总人口的49.4%。总人口性别比（以女性为100）为102.41。0－14岁的人口为339,116人，占总人口的21.66%；15－59岁的人口为969,400人，占总人口的61.9%；60岁及以上的人口为257,457人，占总人口的16.44%，其中65岁及以上的人口为187,128人，占总人口的11.95%。居住在城镇的人口为955,004人，占总人口的60.98%；居住在乡村的人口为610,969人，占总人口的39.02%。

### 民族
全市常住人口中，汉族人口为1,563,490人，占99.84%；各少数民族人口为2,483人，占0.16%。与2010年第六次全国人口普查相比，汉族人口减少4,151人，下降0.26%，占总人口比例下降0.06个百分点；各少数民族人口增加916人，增长58.46%，占总人口比例增加0.06个百分点。

## 资源
矿产资源有煤、硫铁矿、陶土、铝矾土、白云岩等。九十年代发现大量金属镁资源。是中国重要煤炭基地之一。

## 经济
- 有煤炭、机械、化工、纺织等工业。所产汽车配件质量在国内名列前茅。耐火砖、铸铁管、釉面砖等先后打入国际市场。
- 农业盛产小麦、玉米、谷子、红薯、柿子、苹果。
- 著名的淇河三珍：淇河鲫鱼、缠丝鸭蛋、冬凌草。
- 豫北黑山羊为优良畜种。

## 交通
铁路：京广铁路从鹤壁市穿境而过，在鹤壁设鹤壁站。京广高速铁路于2012年12月26日全线通车，在鹤壁设鹤壁东站。
高速公路： 京港澳高速和 范辉高速。国道： 107国道。

## 全国重点文物保护单位
- 大丕山摩崖大佛及石刻
- 卫国故城
- 云梦山摩崖
- 大赉店遗址
- 宋庄东周贵族墓地
- 玄天洞石塔
- 浚县古城墙及文治阁
- 碧霞宫
- 田迈造像

## 名胜古迹
鹤壁的人文景观和自然风光各具特色，是河南省重要的旅游观光地区。境内大伾山、浮丘山、云梦山、五岩山各具特色。华北地区唯一未被污染的淇河从境内蜿蜒流过，两岸景色秀丽，为《诗经》所咏唱。
- 鹤壁集古瓷窑遗址
- 五岩寺石窟
- 玄天洞石塔

## 友好城市
- 巴西法布拉古
- 忠清南道公州市
- 中国新疆哈密市